# Mount Lubbock
Mount Lubbock är ett berg i Antarktis. Det ligger i Östantarktis. Nya Zeeland gör anspråk på området. Toppen på Mount Lubbock är 1 630 meter över havet.
Terrängen runt Mount Lubbock är bergig åt sydväst, men åt nordost är den kuperad. Havet är nära Mount Lubbock österut. Mount Lubbock är den högsta punkten i trakten. Trakten är obefolkad. Det finns inga samhällen i närheten.